# Spirit Airlines
Spirit Airlines és una aerolínia de molt baix cost estatunidenca amb seu a Miramar (Florida). Es tracta de la setena aerolínia comercial més gran dels Estats Units, amb vols a més de 76 destinacions nacionals i internacionals. Té uns 7.700 treballadors en plantilla. A setembre del 2019, la seva flota incloïa 31 Airbus A319-100, 64 A320-200, 13 A320neo i 30 A321-200, amb comandes per a 55 A320neo addicionals.